# تومار كندي (قشلاق الجنوبي)
تومار کندي (بالفارسية: تومارکندی) هي مستوطنة تقع في إيران في قسم قشلاق الجنوبي الريفي (مقاطعة بيله سوار). يقدر عدد سكانها بـ 114 نسمة .